# Istok Rodeš
Istok Rodeš (ur. 27 stycznia 1996 w Varaždinie) – chorwacki narciarz alpejski, dwukrotny medalista mistrzostw świata juniorów.

## Kariera
Po raz pierwszy na arenie międzynarodowej Rodeš pojawił się 6 grudnia 2011 roku w Moos in Passeier, gdzie w zawodach juniorskich zajął 30. miejsce w gigancie. W 2012 roku wystartował na igrzyskach olimpijskich młodzieży w Innsbrucku, zajmując między innymi szóste miejsce w gigancie. Rok później wystartował na mistrzostwach świata juniorów w Quebecu, jednak nie ukończył żadnej z konkurencji. Jeszcze trzykrotnie startował na imprezach tego cyklu, największe sukcesy osiągając podczas mistrzostw świata juniorów w Soczi w 2016 roku. Najpierw zdobył tam brązowy medal w superkombinacji, ulegając tylko Štefanowi Hadalinowi ze Słowenii i Marcusowi Monsenowi z Norwegii. Następnie zwyciężył w slalomie, wyprzedzając Niemca Frederika Norysa i swego rodaka, Eliasa Kolegę.
W zawodach Pucharu Świata zadebiutował 6 stycznia 2013 roku w Zagrzebiu, gdzie nie zakwalifikował się do drugiego przejazdu w slalomie. Pierwsze pucharowe punkty wywalczył 20 marca 2016 roku w Sankt Moritz, zajmując 17. miejsce w tej samej konkurencji. W 2013 roku wystartował na mistrzostwach świata w Schladming, zajmując 62. miejsce w supergigancie. Na rozgrywanych dwa lata później mistrzostwach świata w Vail/Beaver Creek jego najlepszym wynikiem było 36. miejsce w superkombinacji. W 2017 roku wystartował na mistrzostwach świata w Sankt Moritz w slalomie, zajmując 30. miejsce. Startował na Zimowych Igrzyskach Olimpijskich 2018 w slalomie, gdzie zajął 21. miejsce.

## Osiągnięcia

### Igrzyska olimpijskie
| Miejsce | Dzień     | Rok  | Miejscowość | Konkurencja | Czas biegu | Strata | Zwycięzca    |
| ------- | --------- | ---- | ----------- | ----------- | ---------- | ------ | ------------ |
| 21.     | 22 lutego | 2018 | Pjongczang  | Slalom      | 1:41,41    | +2,42  | André Myhrer |

### Mistrzostwa świata
| Miejsce | Dzień     | Rok  | Miejscowość       | Konkurencja       | Czas biegu | Strata | Zwycięzca              |
| ------- | --------- | ---- | ----------------- | ----------------- | ---------- | ------ | ---------------------- |
| 62.     | 6 lutego  | 2013 | Schladming        | Supergigant       | 1:23,96    | +9,27  | Ted Ligety             |
| 45.     | 5 lutego  | 2015 | Vail/Beaver Creek | Supergigant       | 1:15,68    | +6,36  | Hannes Reichelt        |
| DNF     | 7 lutego  | 2015 | Vail/Beaver Creek | Zjazd             | 1:43,18    | -      | Patrick Küng           |
| 36.     | 8 lutego  | 2015 | Vail/Beaver Creek | Superkombinacja   | 2:36,10    | +8,19  | Marcel Hirscher        |
| 30.     | 19 lutego | 2017 | Sankt Moritz      | Slalom            | 1:34,75    | +4,88  | Marcel Hirscher        |
| DNF1    | 17 lutego | 2019 | Åre               | Slalom            | 2:05,86    | -      | Marcel Hirscher        |
| DNQ1    | 16 lutego | 2021 | Cortina d’Ampezzo | Gigant równoległy | -          | -      | Mathieu Faivre         |
| 6.      | 21 lutego | 2021 | Cortina d’Ampezzo | Slalom            | 1:46,48    | +1,36  | Sebastian Foss Solevåg |

### Mistrzostwa świata juniorów
| Miejsce | Dzień     | Rok  | Miejscowość | Konkurencja     | Czas biegu | Strata | Zwycięzca                |
| ------- | --------- | ---- | ----------- | --------------- | ---------- | ------ | ------------------------ |
| DNF     | 24 lutego | 2013 | Québec      | Supergigant     | 58,49      | -      | Thomas Mayrpeter         |
| DNF2    | 25 lutego | 2013 | Québec      | Gigant          | 2:20,75    | -      | Aleksander Aamodt Kilde  |
| DNF1    | 26 lutego | 2013 | Québec      | Slalom          | 1:59,40    | -      | Manuel Feller            |
| DNF1    | 26 lutego | 2014 | Jasná       | Superkombinacja | 2:21,69    | -      | Matteo De Vettori        |
| DNF1    | 26 lutego | 2014 | Jasná       | Supergigant     | 1:30,63    | -      | Marco Schwarz            |
| 24.     | 2 marca   | 2014 | Jasná       | Zjazd           | 1:17,31    | +1,30  | Adrian Smiseth Sejersted |
| 36.     | 4 marca   | 2014 | Jasná       | Gigant          | 2:03,14    | +7,97  | Henrik Kristoffersen     |
| 6.      | 5 marca   | 2014 | Jasná       | Slalom          | 1:37,21    | +2,02  | Henrik Kristoffersen     |
| 40.     | 8 marca   | 2015 | Hafjell     | Gigant          | 2:23,37    | +9,31  | Henrik Kristoffersen     |
| 14.     | 9 marca   | 2015 | Hafjell     | Slalom          | 1:37,55    | +2,81  | Henrik Kristoffersen     |
| DNF2    | 11 marca  | 2015 | Hafjell     | Kombinacja      | 1:58,25    | -      | Loïc Meillard            |
| DNF     | 11 marca  | 2015 | Hafjell     | Supergigant     | 1:15,87    | -      | Miha Hrobat              |
| 42.     | 13 marca  | 2015 | Hafjell     | Zjazd           | 1:29,62    | +2,84  | Henri Battilani          |
| 24.     | 27 lutego | 2016 | Soczi       | Zjazd           | 1:11,66    | +1,70  | Erik Arvidsson           |
| 18.     | 29 lutego | 2016 | Soczi       | Supergigant     | 1:09,95    | +1,45  | Matthieu Bailet          |
| 3.      | 1 marca   | 2016 | Soczi       | Superkombinacja | 1:56,16    | +1,33  | Štefan Hadalin           |
| 1.      | 5 marca   | 2016 | Soczi       | Slalom          | 1:36,84    | -      | -                        |

### Puchar Świata

#### Miejsca w klasyfikacji generalnej
- sezon 2012/2013: -
- sezon 2014/2015: -
- sezon 2015/2016: -
- sezon 2016/2017: 147.
- sezon 2017/2018: -
- sezon 2018/2019: 61.
- sezon 2019/2020: 111.
- sezon 2020/2021: 121.
- sezon 2021/2022: 90.

#### Miejsca na podium
Rodeš nie stawał na podium zawodów PŚ.